# Ana Camila Pirelli
Ana Camila Donatella Pirelli Cubas (Asunción, 30 gennaio 1989) è una multiplista paraguaiana.

## Biografia
Cresciuta ad Ayolas da due sportivi, Pirelli trascorre l'infanzia provando differenti sport, dal pattinaggio di figura al nuoto, dalla pallacanestro al tennis, seguendo poi la strada dell'atletica leggera. Inizialmente ha preso parte alle competizioni continentali di categoria provando sia i lanci sia la velocità, per poi decidere di performare nelle prove multiple (così come la madre che aveva praticato il pentathlon all'università). Nel 2008 debutta internazionalmente tra i seniores partecipando ai Campionati panamericani di eventi combinati Ha studiato scienze sportive ad Asunción e successivamente ha vinto una borsa di studio all'Oral Roberts University di Tulsa, in Oklahoma, gareggiando anche per la squadra universitaria ai NCAA. Gareggiando per il Paraguay ha ottenuto numerosi riconoscimenti continentali tra cui la vittoria nel 2014 del primo oro ai Giochi sudamericani di un'atleta paraguaiana in questa manifestazione, occasione in cui stabilì anche il record della competizione nell'eptathlon femminile.
Pirelli detiene oltre ai record nazionali di prove multiple femminili, anche numerosi altri record paraguaiani nella velocità, salto in alto, getto del peso, corsa ad ostacoli.

## Palmarès
| Anno | Manifestazione                   | Sede              | Evento         | Risultato | Prestazione | Note              |
| ---- | -------------------------------- | ----------------- | -------------- | --------- | ----------- | ----------------- |
| 2005 | Campionati sudamericani juniores | Rosario           | Getto del peso | 9ª        | 10,54 m     |                   |
| 2005 | Campionati sudamericani juniores | Rosario           | Giavellotto    | 8ª        | 32,12 m     |                   |
| 2006 | Campionati sudamericani U23      | Buenos Aires      | Eptathlon      | 4ª        | 4593 p.     |                   |
| 2006 | Campionati sudamericani allievi  | Caracas           | Eptathlon      | Oro       | 4790 p.     |                   |
| 2007 | Campionati sudamericani          | San Paolo         | Eptathlon      | 6ª        | 3866 p.     |                   |
| 2007 | Campionati sudamericani juniores | San Paolo         | 100 m hs       | 8ª        | 15"57       |                   |
| 2007 | Campionati panamericani juniores | San Paolo         | Eptathlon      | 4ª        | 4873 p.     |                   |
| 2009 | Campionati sudamericani          | Lima              | Eptathlon      | 5ª        | 4754 p.     |                   |
| 2010 | Campionati sudamericani U23      | Medellín          | Eptathlon      | Bronzo    | 5118 p.     |                   |
| 2011 | Campionati sudamericani          | Buenos Aires      | Eptathlon      | 4ª        | 5115 p.     |                   |
| 2011 | Giochi panamericani              | Guadalajara       | Eptathlon      | 9ª        | 5157 p.     |                   |
| 2012 | Campionati ibero-americani       | Barquisimeto      | Eptathlon      | 5ª        | 5479 p.     |                   |
| 2013 | Campionati sudamericani          | Cartagena         | Eptathlon      | Argento   | 5610 p.     |                   |
| 2013 | Giochi bolivariani               | Trujillo          | 100 m hs       | 6ª        | 14"15       |                   |
| 2013 | Giochi bolivariani               | Trujillo          | Eptathlon      | Oro       | 5733 p.     |                   |
| 2014 | Giochi sudamericani              | Santiago del Cile | Eptathlon      | Oro       | 5669 p.     | Record dei Giochi |
| 2014 | Campionati ibero-americani       | San Paolo         | Eptathlon      | dnf       | dnf         |                   |
| 2015 | Campionati sudamericani          | Lima              | Eptathlon      | 5ª        | 5363 p.     |                   |
| 2015 | Giochi panamericani              | Toronto           | Eptathlon      | 9ª        | 5663 p.     |                   |
| 2015 | Mondiali                         | Pechino           | 100 m hs       | Batteria  | 14"09       |                   |
| 2016 | Campionati ibero-americani       | Rio de Janeiro    | Eptathlon      | Bronzo    | 5748 p.     |                   |
| 2017 | Campionati sudamericani          | Asunción          | Getto del peso | 5ª        | 13,89 m     |                   |
| 2018 | Giochi sudamericani              | Cochabamba        | Eptathlon      | Bronzo    | 5503 p.     |                   |
| 2018 | Campionati ibero-americani       | Trujillo          | Eptathlon      | Oro       | 5879 p.     |                   |
| 2019 | Campionati sudamericani          | Lima              | Eptathlon      | 4ª        | 5694 p.     |                   |
| 2019 | Giochi panamericani              | Lima              | Eptathlon      | 4ª        | 5907 p.     | Record nazionale  |
| 2021 | Giochi Olimpici                  | Tokyo             | 100 hs         | Batteria  | 13"98       |                   |
| 2022 | Giochi sudamericani              | Asunción          | Eptathlon      | Argento   | 5756 p.     |                   |
| 2023 | Campionati sudamericani          | San Paolo         | Eptathlon      | dnf       | dnf         |                   |